# Ренье, Николя
Никола Ренье, Никколо Реньери (фр. Nicolas Régnier, итал. Niccolò Renieri; 28 сентября 1588 или 6 декабря 1591, Мобёж, Франция — 20 ноября 1667, Венеция) — французский и итальянский живописец эпохи барокко. Работал в Италии, где был известен под именем Никколо Реньери. Последователь Караваджо.

## Биография
Николя Ренье обучался искусству живописи в Антверпене в мастерской фламандского мастера Абрахама Янсенса. Около 1615 года переехал в Рим, где сблизился с караваджистами, особенно с Бартоломео Манфреди, и Симоном Вуэ, оказавшими на него сильное влияние, на что указывал работавший в Риме в то же самое время Иоахим фон Зандрарт.
В Риме Реньери состоял на службе у маркиза, банкира Ватикана и коллекционера произведений искусства Винченцо Джустиниани. В 1625 или 1626 году Реньери переселился в Венецию, где трудился до конца жизни. Работал в мастерской помощником у своего друга Гвидо Каньяччи.
Никколо Реньери в Италии писал картины на религиозные, исторические и мифологические сюжеты, а также портреты. Среди его первых произведений, выполненных в Венеции, — две «Аллегории» для Королевского дворца в Турине (1626).
Четыре дочери Николя Ренье (Реньери) были его ученицами.
В России, в Государственном Эрмитаже, (в отделе итальянской живописи под именем Никколо Реньери) имеются три работы художника — «Святой Иоанн Креститель» (вариант 1615—1620 гг.), «Святой Себастьян» (вариант 1620 г.) и «Аполлон». В Картинном зале дворца Петра III в «Ораниенбауме» выставлена картина Реньери «Смерть Клеопатры».

## Галерея

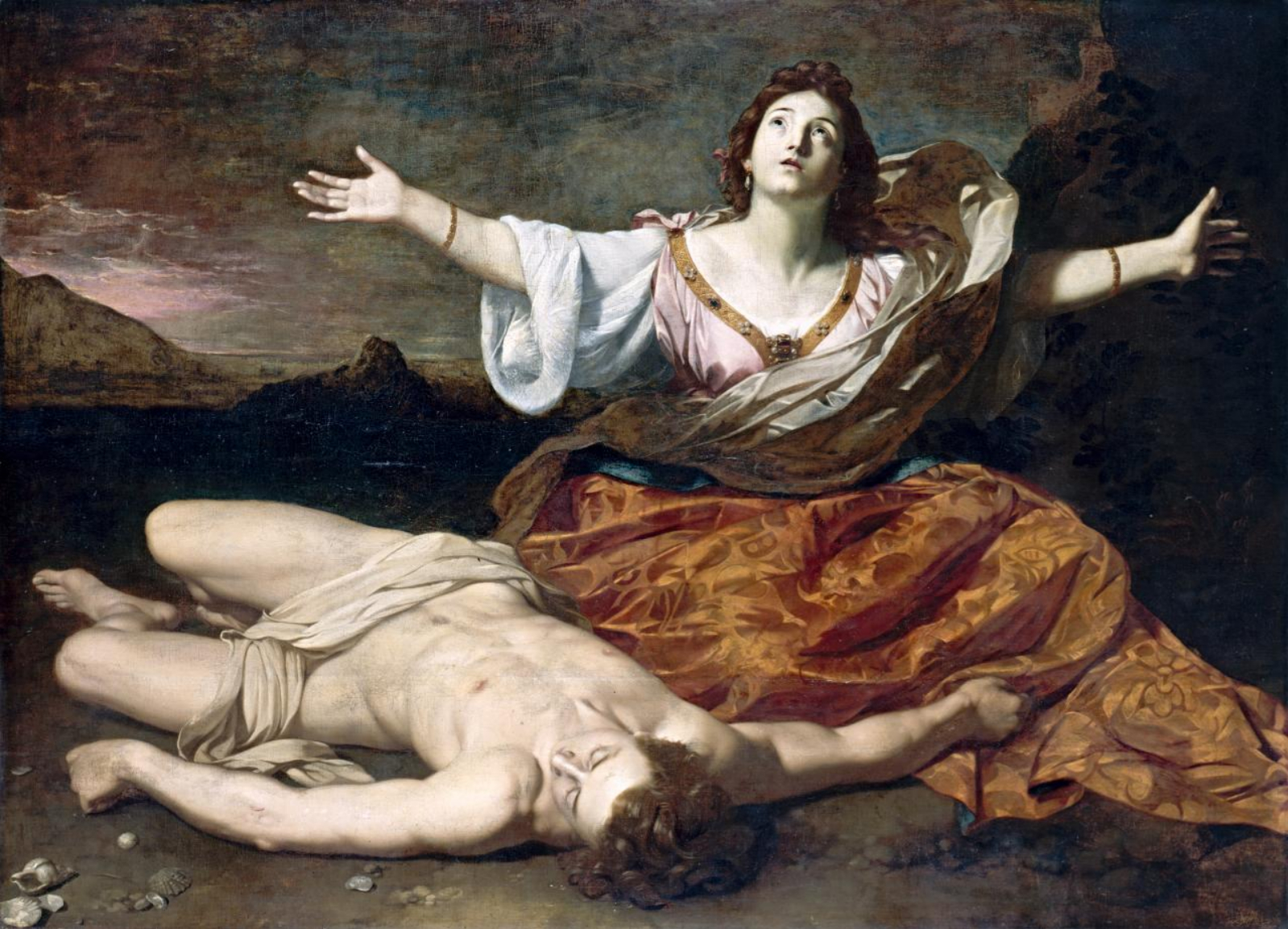
Геро и Леандр. Ок. 1625. Холст, масло. Национальная галерея Виктории, Мельбурн
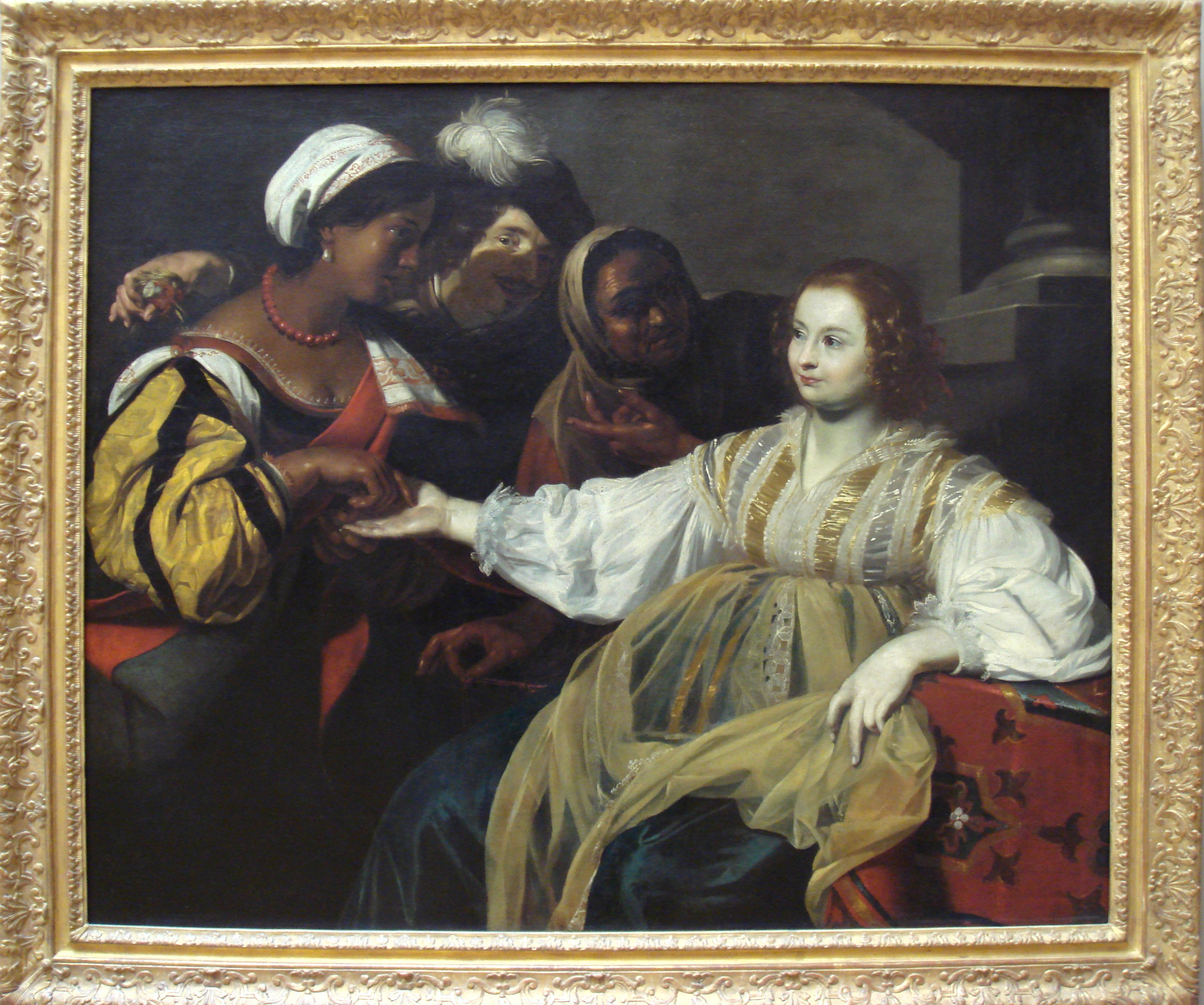
Гадалка. 1626. Холст, масло. Лувр, Париж
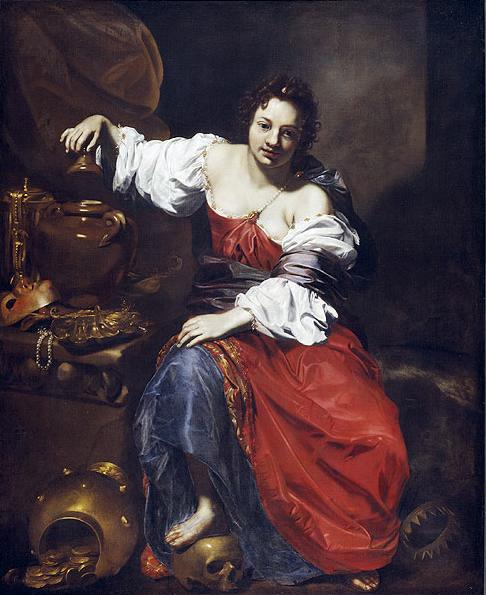
Аллегория бренности (Пандора). Ок. 1626. Холст, масло. Государственная галерея искусств, Штутгарт
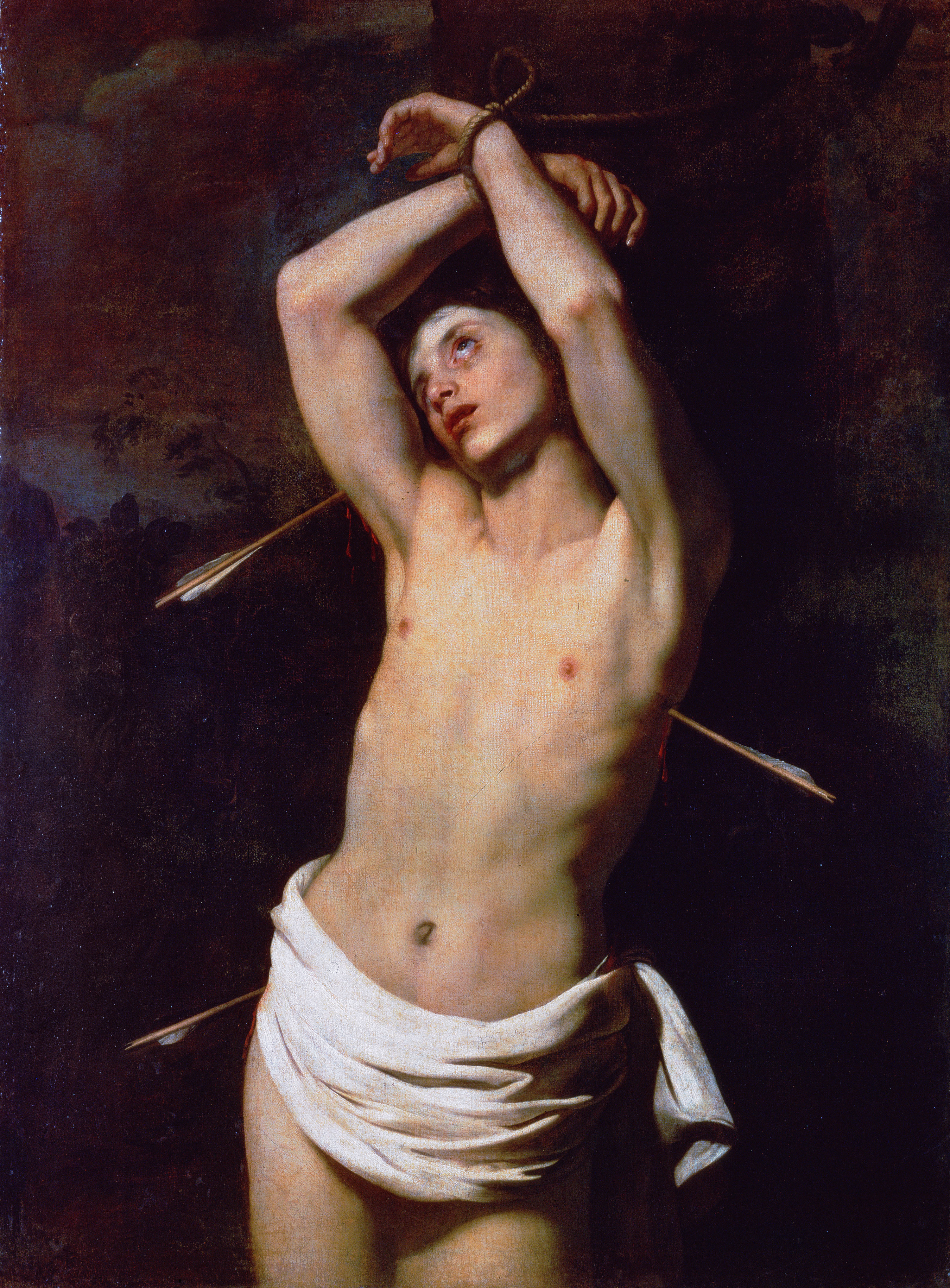
Святой Себастьян. Ок. 1630. Холст, масло. Государственный Эрмитаж, Санкт-Петербург
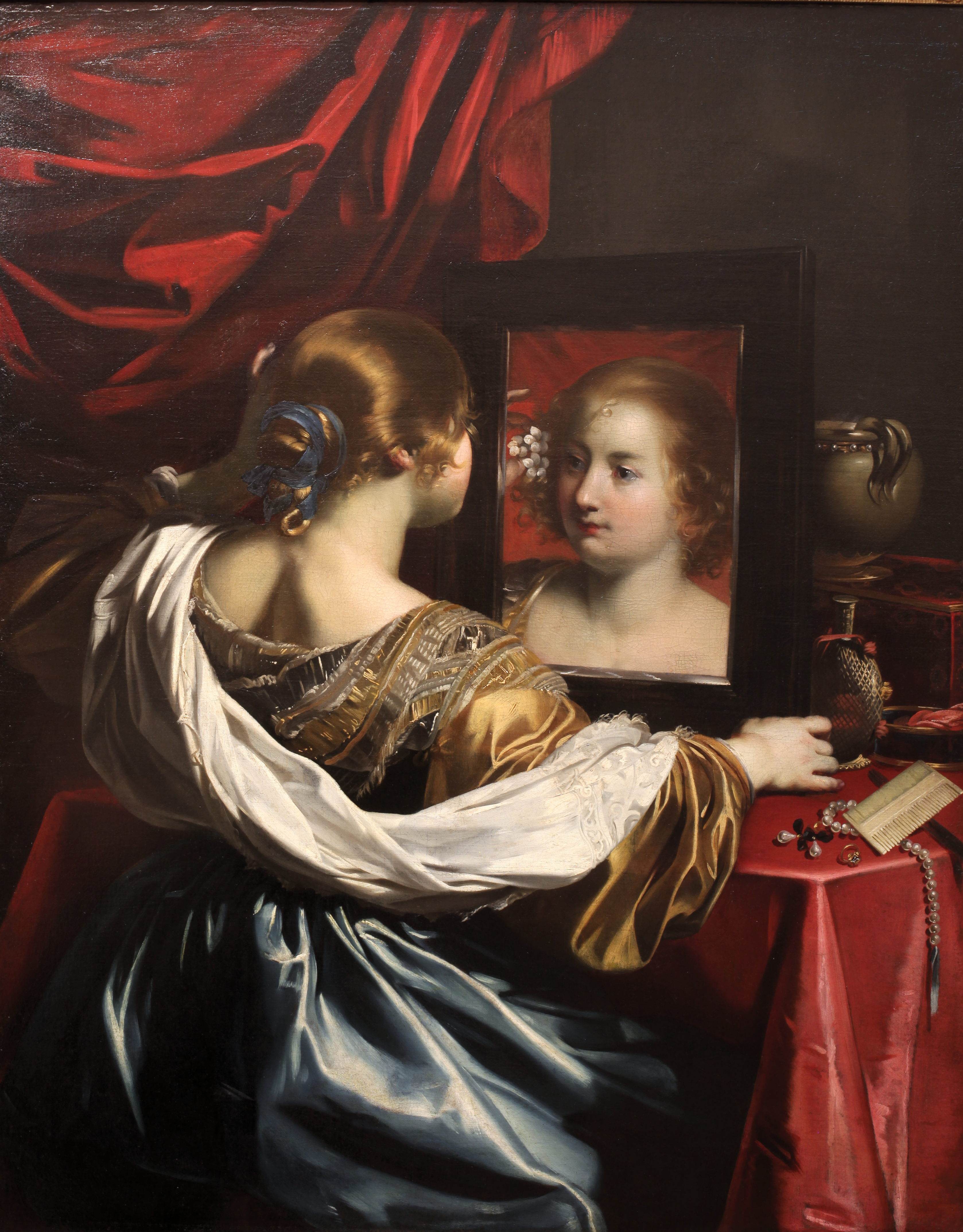
Бренность (Vanitas). Ок. 1626. Холст, масло. Музей изобразительных искусств, Лион
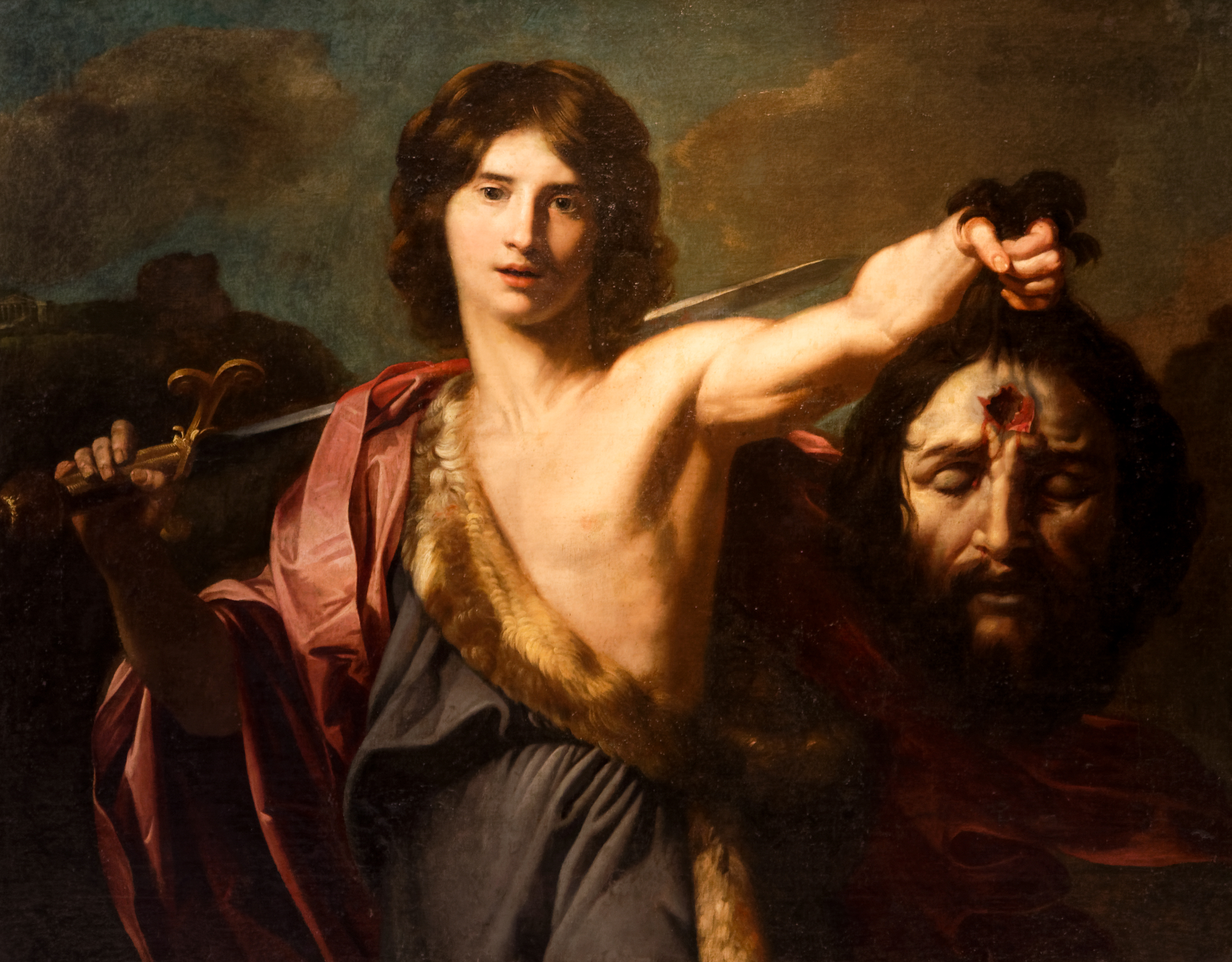
Давид и Голиаф. Ок. 1650. Холст, масло. Национальный музей Сербии, Белград
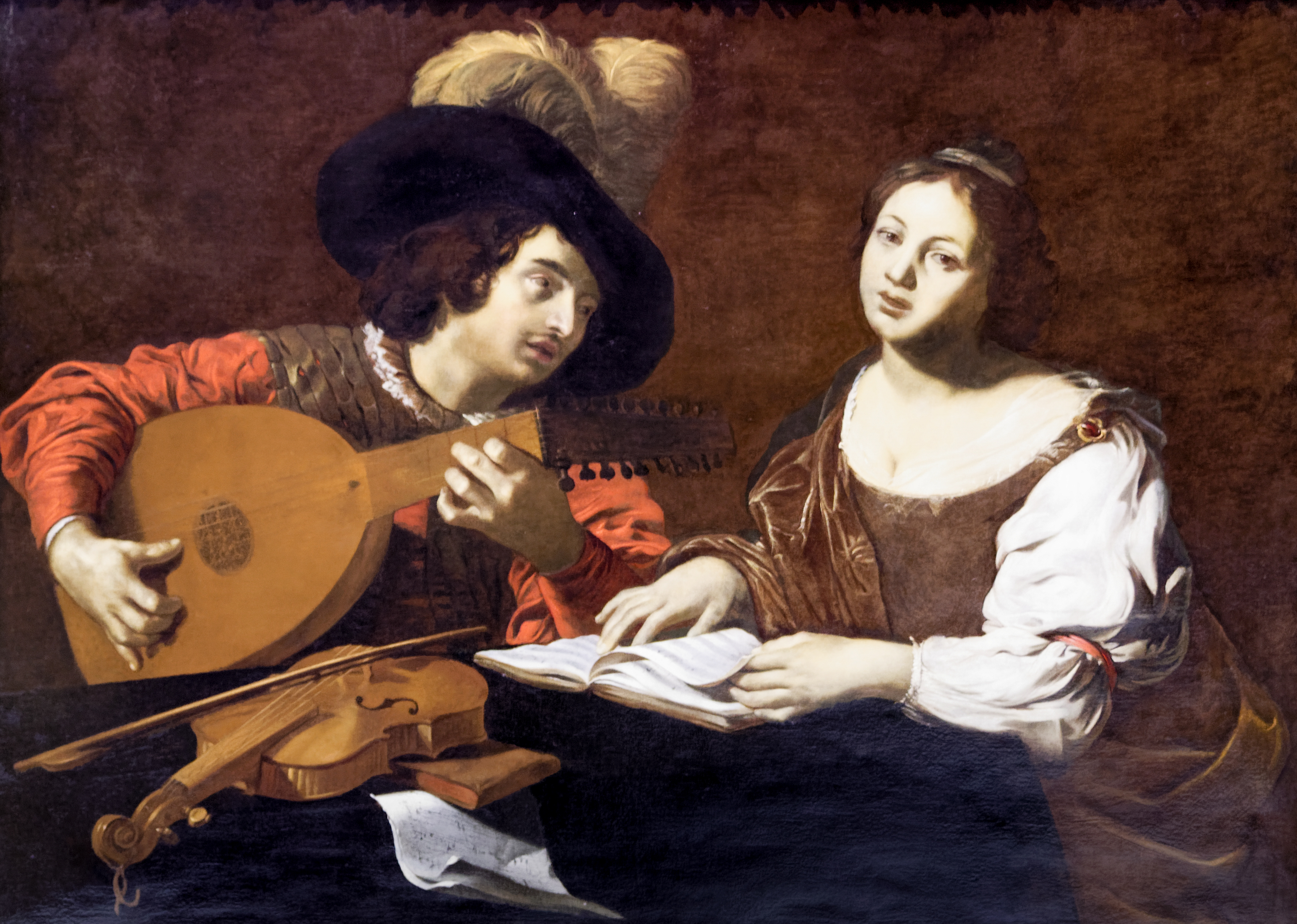
Концерт. 1630-е гг. Холст, масло. Художественный музей, Нант
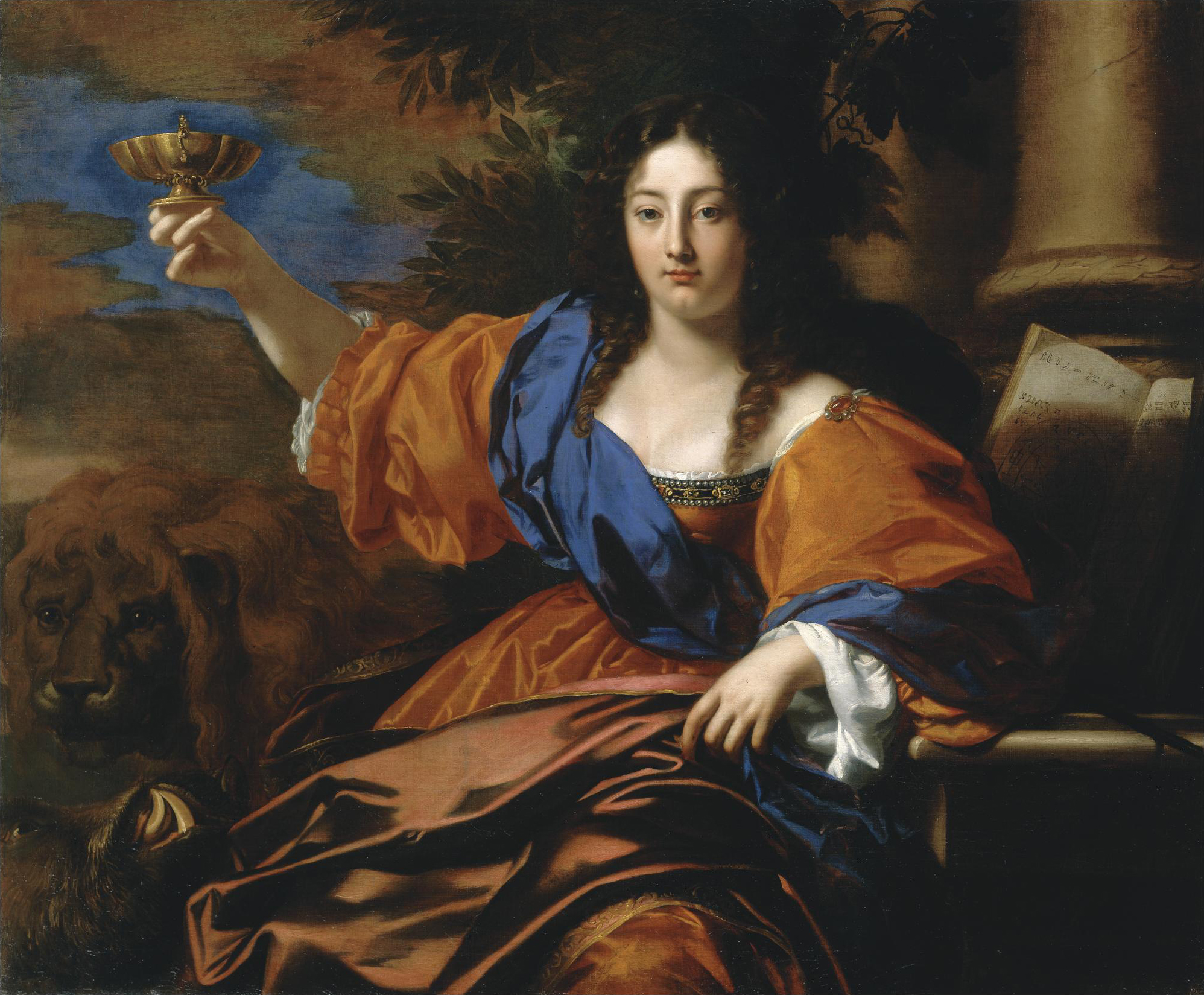
Цирцея. Ок. 1650. Холст, масло. Частное собрание
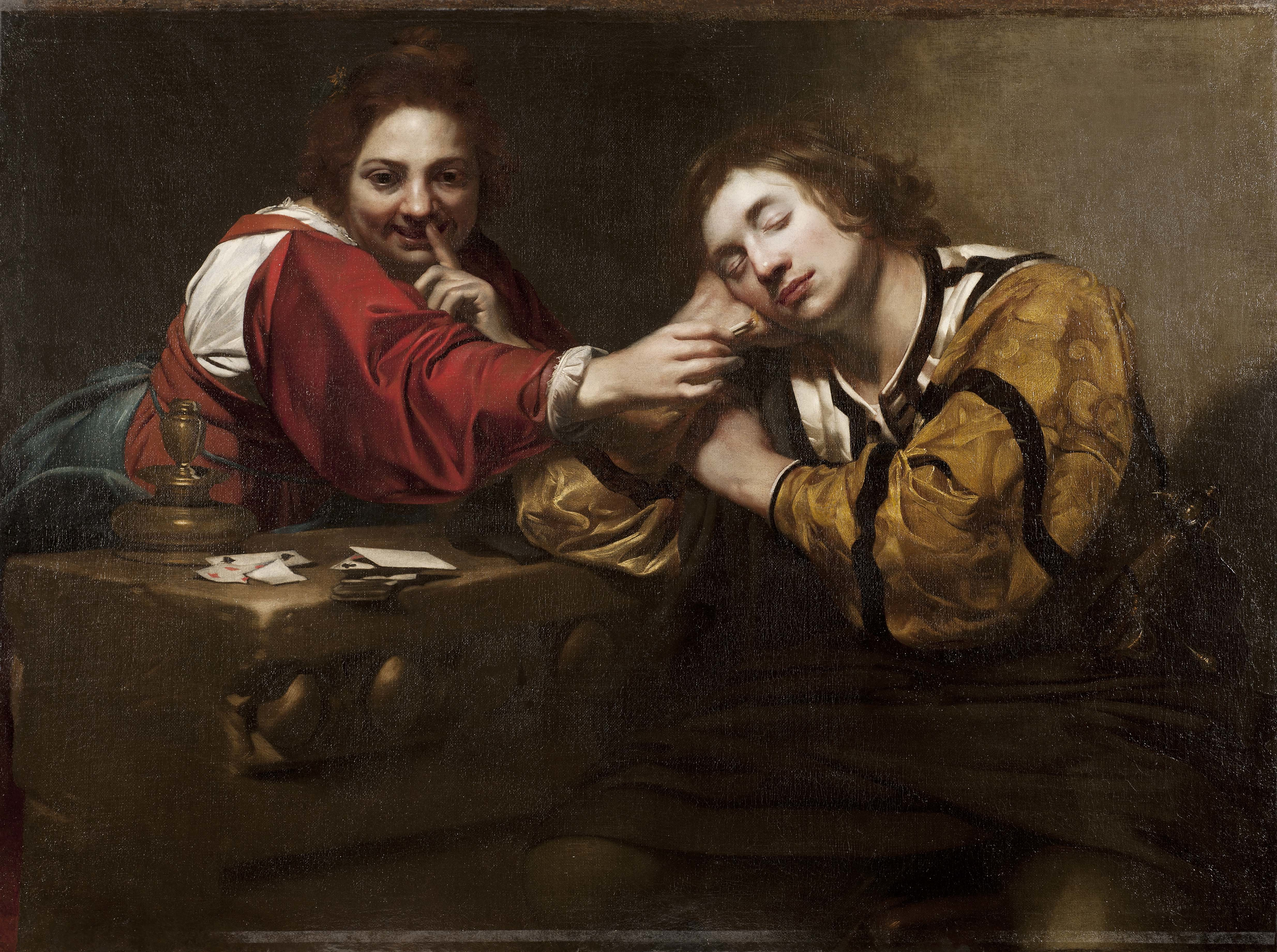
Спящего разбудила молодая женщина с зажжённым фитилем (Сцена гадания). Холст, масло. Национальный музей Швеции, Стокгольм